# محمد العازمی
محمد العازمی (انگلیسی: Mohammad Al-Azemi؛ زادهٔ ۱۶ ژوئن ۱۹۸۲) دونده دو نیمه‌استقامت اهل کویت است.
وی در مسابقات کشوری و بین‌المللی در مجموع برندهٔ ۵ مدال طلا، ۳ مدال نقره، ۱ مدال برنز شده‌است.